# Фестиваль (вокально-инструментальный ансамбль)
ВИА «Фестиваль» — советский вокально-инструментальный ансамбль, созданный Максимом Дунаевским и Марком Айзиковичем в 1977 году. Музыкальный стиль — на стыке жанров эстрадной и рок-музыки.
Известен работой над кино- и мультипликационными фильмами, музыку к которым написал Дунаевский: «Д'Артаньян и три мушкетёра», «Ах, водевиль, водевиль…», «Летучий корабль», «Карнавал», «Трест, который лопнул», «Зелёный фургон», а также мюзиклами «Приключения Петрова и Васечкина», «Каникулы Петрова и Васечкина», мультфильмом «Остров сокровищ» и сольными песнями, записанными в сотрудничестве с авторами Максимом Дунаевским, Константином Никольским, Дмитрием Даниным и певцами Михаилом Боярским, Николаем Караченцовым, Павлом Смеяном.

## История
«Фестиваль» берёт начало от ансамбля «Краяны», который был образован в 1975 в Полтаве. Вокалист Марк (Марек) Айзикович был идейным вдохновителем создания коллектива. Художественный руководитель — выпускник Горьковской консерватории по классу народных инструментов и композиции Анатолий Пащенко (бас-гитара, вокал), музыкальный руководитель — саксофонист Олег Шеременко.
В 1977 году состоялось выступление ансамбля с сольным концертом в московском дворце культуры имени Зуева на Новослободской. На концерте присутствовал Максим Дунаевский, который предложил коллективу сотрудничество. В ноябре 1977 г. весь состав ансамбля, кроме Пащенко, ушёл из полтавской филармонии в результате конфликта с руководством по поводу приглашения в коллектив новых музыкантов, и перешёл в белгородскую филармонию. Новое название — «Фестиваль» — придумал Марк Айзикович.
В 1978—1983 гг. ансамбль активно участвовал в записи музыки для кинофильмов, а также занимался концертной деятельностью. В гастрольных турах участвовали Михаил Боярский, Николай Караченцов, Павел Смеян, Оля и Жанна Рождественские, Людмила Ларина, Ирина Понаровская.
С 1981 по 1987 гг. коллектив работал в Амурской филармонии. С 1983 г. художественным руководителем стал Айзикович.
В 1986 году прежний состав «Фестиваля» распался. В составе группы остались Айзикович и Явир, которые решили переориентироваться на хард-рок и пригласили музыкантов полтавской рок-группы «Угол зрения» Вячеслава Янко, Сергея Вовченко, Владимира Кощия, Александра Костоглода, Сергея Ковтуненко и Игоря Кривчуна, а также певца Вадима Казаченко.
С 1990 года участники занимаются сольными проектами: Виталий Зайков присоединился к группе «Зеркало мира» Константина Никольского (1988—1990), Казаченко стал солистом группы «Фристайл», Марк Айзикович уехал в Германию. Дмитрий Данин работал с Ларисой Долиной, Павлом Смеяном, Николаем Караченцовым, Александром Абдуловым и Анне Вески, с 2000 по 2007 год преподавал компьютерную аранжировку в Гнесинском училище.

## Состав
- Максим Дунаевский — художественный руководитель, композитор (1977—1983)
- Дмитрий Атовмян — дирижёр/музыкальный руководитель, аранжировщик, композитор (1977—1983)
- Марк Айзикович — вокал (1977—1990), художественный руководитель (1983—1990)
- Олег Шеременко — саксофон, флейта, тромбон, гитара, клавишные/синтезаторы, музыкальный руководитель (1977—1986)
- Николай Явир — гитара (1977—1990)
- Николай Лепский — гитара (1977—1979)
- Дмитрий Данин — композитор, клавишные (1977—1986)
- Александр Сиренко — бас-гитара (1977—1983)
- Валентин Приходько — ударные (1977—1986)
- Виталий Зайков — бас-гитара, кларнет, саксофон (1983—1986)
- Вячеслав Янко — клавишные, композитор (1987—1990)
- Сергей Вовченко — клавишные (1987—1990)
- Владимир Кощий — клавишные (1987—1990)
- Александр Костоглод — гитара (1987—1990)
- Сергей Ковтуненко — ударные (1987—1990)
- Игорь Кривчун — бас-гитара (1987—1990)
- Вадим Казаченко — вокал (1987—1989)
- Борис Буров — вокал (1989)
- Михаил Бурцев — вокал (1989—1990)
- Павел Богуш — двенадцатиструнная гитара, композитор, вокал (1977—1983)
- Сергей Малюта — подпевка (1980-е)
- Константин Никольский — гитара, композитор (1977—1978)
- Павел Смеян — вокал (1982—1985)
- Леонид Сорокин — звукорежиссёр (1978—1986)
- Анатолий Розанов — звукорежиссёр (1986—1987)

В концертной деятельности «Фестиваля» в 1983—1986 гг. также принимали участие музыканты ансамбля «Краян» Александр Серенко — бас-гитара, вокал — и Владимир Леньков — клавишные.

## Фильмография
- 1978 — «Д'Артаньян и три мушкетёра»
- 1979 — «Ах, водевиль, водевиль...»
- 1979 — «Летучий корабль» (мф)
- 1979 — «Ипподром»
- 1980 — «Кодовое название «Южный гром»»
- 1980 — «Если бы я был начальником...»
- 1981 — «Карнавал»
- 1981 — «Куда он денется!»
- 1981 — «Проданный смех»
- 1981 — «Семь счастливых нот»
- 1982 — «Трест, который лопнул»
- 1983 — «Зелёный фургон»
- 1983 — «Последний довод королей»
- 1983 — «Вечера на хуторе близ Диканьки»
- 1984 — «Каникулы Петрова и Васечкина»
- 1984 — «Маленькое одолжение»
- 1988 — «Остров сокровищ» (мф)

## Дискография
- 1978 — «Зеркало мира. Песни Константина Никольского» (ВИА «Фестиваль», солисты М. Айзикович, П. Богуш и К. Никольский) (Самиздат, МС);
- 1979 — «Ах, водевиль, водевиль». Песни из кинофильма — ВИА «Фестиваль», Ж. Рождественская, Л. Ларина.
- 1981 — Журнал «Клуб и Художественная самодеятельность». «Позвони, мне позвони» — Ж. Рождественская, ВИА «Фестиваль».
- 1981 — «Счастлив певец» (ВИА «Фестиваль» с программой К. Никольского) (Самиздат, МС);
- 1982 — Песни Оскара Фельцмана на слова Наума Олева. «Песочные часы», «Опять», «Сон» — Ансамбль «Фестиваль».
- 1982 — Максим Дунаевский. Песни из кинофильма «Карнавал». «Позвони, мне позвони» (Р. Рождественский), «Спасибо, жизнь» (Р. Рождественский) — И. Муравьева, Ж. Рождественская, группа «Фестиваль».
- 1983 — «Три Мушкетёра» — мюзикл. Максим Дунаевский (3 LP) — ВИА «Фестиваль», М. Боярский, Л. Гурченко, Ж. Рождественская, Л. Ларина, В. Назаров, П. Бабаков, Л. Серебренников, В. Чуйков, Д. Атовмян.
- 1983 — «Городские цветы». Песни М. Дунаевского на слова Л. Дербенёва. «Городские цветы», «Всё пройдёт», «Сивка-Бурка». — М. Боярский, ансамбль «Фестиваль».
- 1983 — Дискоклуб № 9. «Темнеет пепел» (П. Богуш — Е. Долматовский) — ансамбль «Фестиваль».
- 1983 — «Плоская планета» — песни на стихи Леонида Дербенёва. «Городские цветы», «Всё пройдёт», «Сивка-бурка», «Гадалка». — М. Боярский, Ж. Рождественская, ансамбль «Фестиваль».
- 1983 — «Листья жгут» (М. Дунаевский — Н. Олев), «Темнеет пепел» (П. Богуш — Е. Долматовский), «Любить» (М. Дунаевский — Н. Олев), «Сивка-Бурка» (М. Дунаевский — Л. Дербенев) — Михаил Боярский, ансамбль «Фестиваль».
- 1985 — «Кленовый лист» — Н. Караченцов, группа «Фестиваль».
- 1988 — «Приключения Петрова и Васечкина». Мюзикл В. Аленикова, Т. Островской и В. Зеликовского. В трёх частях — «Укрощение строптивой» (запись 1985), «Рыцарь», «Хулиган», (запись 1986) — ансамбль «Фестиваль».